# Steve Little
Steven Richard Little (Springfield, 19 febbraio 1956 – Little Rock, 6 settembre 1999) è stato un giocatore di football americano statunitense che ha militato nel ruolo di placekicker nella National Football League (NFL).

## Carriera
Bradley al college giocò a football ad Arkansas, venendo premiato come All-American nel 1977. Detiene ancora il record per il field goal più lungo della storia della NCAA con 67 yard. Fu scelto dai St. Louis Cardinals come dodicesimo assoluto nel Draft NFL 1978. Malgrado grandi attese dopo le prestazioni messe in mostra al college, non giocò bene a livello professionistico. Giocò come punter e kicker, guadagnando 4.809 yard su punt ma avendo una deludente percentuale di realizzazione dei field goal di 48,1 nel corso di meno di tre stagioni. Ebbe un primato in carriera di un field goal segnato da 51 yard, il quinto più lungo della storia dei Cardinals, ma sbagliò anche 10 extra point su 51 tentativi. I suoi problemi fuori dal campo crearono problemi alla squadra; con un nuovo capo-allenatore fu svincolato dopo sei partite della stagione 1980, venendo sostituito da Neil O'Donoghue.
Poche ore dopo essere stato svincolato dai Cardinals, Little fu coinvolto in un incidente automobilistico ad alta velocità, rompendosi il collo e rimanendo tetraplegico Little morì nel 1999 all'età di 43 anni, avendo trascorso gli ultimi anni paralizzato in una casa di riposo a Little Rock, Arkansas, accudito dal fratello Gene Little. Little è stato inserito nella formazione ideale del secolo di Arkansas ed è stato classificato all'undicesimo posto tra i migliori cento giocatori della storia dell'istituto.